# زواوة
الزواوة مجموعة من القبايل تقطن جبال جرجرة في منطقة القبائل الكبرى في الجزائر. أشهر وأقوى اتحادات تلك القبائل هي بني بترون وآيت إيراتن وآيت منقلات [الفرنسية] وينقسمون إلى قبائل مختلفة والقبائل نفسها مقسمة إلى عدة قرى. الزواوة هي فرع من قبيلة كتامة من بربر البرانس.

## التاريخ
إذا اعتمدنا أميانوس مارسيليانوس في كتابه «الأعمال» (Ammianus Marcellinus , Res gestae, XXIX, 5, 44) فإن التسمية الرومانية الاقرب لهذه المجموعة هو iubalena Natio  اما التسمية الأمازيغية الاقرب فهي ايكاواون، رغم ان المختصين لم يتوصلوا بعد إلى نتيجة نهائية حول الموضوع 

ان الاشتقاق اللغوي الاقرب للمصطلح الإثني ETHNONYM من اللهجة القبائلية التي كانت منتشرة في شمال الجزائر هو ايزواون ومفردها آزواو الذي يعتمده البعض لقب للأطفال والذي هو في الاصل صفة لون لشخص ومعناه الأحمر أو المائل للحمرة، الاصهب، الأشقر وأغنية إيدير المغني القبائلي تصف بطله بذلك:
 أي الأحمر صاحب الراية المذهبة، غير ان البعض يعطي لها معنى «الرجل المكتمل» ولو ان كلمة «آركاز» هي التي تشير لذلك في اللهجة القبائلية.
ان سالم شاكر اوضح أن  "ايزواون'' هو التسمية القديمة والأصلية الصحيحة للقبائل والذين «قمة المفارقة التاريخية نسوا حتى اسمهم الحقيقي »
بالنسبة لسكان الوسط والغرب الجزائري فقد كانت وما تزال تسمية للبربر الذين يقطنون بلاد زواوة (بلاد القبائل الكبرى خاصة) أو الذين هاجروا منها إلى هذه المناطق.
تاريخيا وحسب ابن خلدون المتوفي في 1382 وابن حزم المتوفي في 1064م وابن حوقل المتوفي في 988م وابن خلكان المتوفي في1274م وابن بطوطة المتوفي في 1356، هم مجموعة قبلية أمازيغية تاريخية كانت تقطن بين بجاية ودلس ويجاورون كتامة مجموعة قبلية أمازيغية أخرى.
1-اقتباس:
«فأما الزواوي فهم من بطونهم وقد يقال إن الزواوي من قبائل كتامة ذكر ذلك ابن حزم ونسابة البربر إنما يدونهم من ولد سمكان كما قلناه والصحيح عندي ما ذكره ابن حزم ويشهد له الموطن ونحلة الشيع مع كتامة لعبد الله وعد نسابة البربر ولهم بطون كثيرة: بنو مجسطة وبنو مليكش وبنو كوفي ومشداله وبنو زريقف وبنو كوزيت وكرسفينة ووزلجة وخوجة وزكلاوه وبنو مرانه ويقال إن بني مليكش من صنهاجة والله أعلم»
2-اقتباس:
«الالمام بذكر الزواوي من بطون كتامة. هذا البطن من أكبر بطون البربر ومواطنهم كما تراه محتفة ببجاية إلى تدلس في جبال شاهقة وأوعار متسنمة ولهم بطون وشعوب كثيرة ومواطنهم متصلة بمواطن كتامة هؤلاء وأكثر الناس جاهلون بنسبهم وعامة نسابة البربر على أنهم من بني سمكان يحيى بن ضريس وأنهم إخوة زواغة المحققون من النسابة مثل ابن حزم وأنظاره إنما يعدونهم في بطون كتامة وهو الأصوب والمواطن أوضح دليل عليه وإلا فأين مواطن زواغة؟ وهي طرابلس بالمغرب الأقصى من مواطن كتامة.
وإنما حمل على الغلط في نسبهم إلى كتامة تصحيف اسم زوازه بالزاي بعد الواو وهم إخوة زواغة بلا شك فصحف هذا القارىء الزاي بالواو فعد زواوة إخوان زواغة ثم استمر التصحيف جمعا في نسب سمكان والله أعلم وقد مر ذكرهم هنالك مع ذكر زواغة وتعديد بطونهم.»
هذه المجموعة وبلادها نوه اليها ابن خلدون ومدح سكانها وكذلك الامام أحمد الغبريني في كتاب الدراية وذكرالكثير من علماءها وأكال لهم المدح والثناء أمثال الفقيه الفاضل الامام عبد الرحمان الثعالبي الذي ذهب وتتلمذ على بعض شيوخها هناك وغيره كثيرون.
إمارة كوكو: دامت من 1510 إلى 1857.اسسها في 1510 القاضي أبو العباس أحمد بن القاضي والمعروف بسيدي أحمد أو القاضي والذي استدعى الاتراك العثمانيين لمواجهة المد المسيحي على السواحل ودخل في صراع مع معهم وهزم خير الدين بربروس في 1520 وتحكم في الجزائر العاصمة من 1520 إلى 1527 ولكن خير الدين وبعد فشله في القضاء على جيش أحمد بن القاضي في الثنية كلف من اغتال هذا الأخير في 1527. ولكن وجود امارة كوكو تواصل في ابنائه وقد حاول الاتراك مهاجمتها عدة مرات.
كما روى بعد ذلك المؤرخ الحسن بن محمد الوزان الفاسي المعروف كذلك باسم ليون الأفريقي والمتوفي حوالي 1555 م عن غنى جبال مملكة بجاية
روي المؤرخ الإسباني لويس مارمول المتوفي في 1600 م والذي زار هذه المناطق عن غناها والحالة الجيدة لإمارة كوكو
اما الجغرافي الإنجليزي توماس شاو فانه تكلم في كتابه «اسفار في بلاد البربر» والمطبوع في 1734 عن «الزواوة zoouoouh الذين يسكنون الجبال الشاهقة شرق السيبو seboe هم القبائل الأكثر عددا والأكثر غنى في المنطقة.»

موقعة مجموعة زواوة في الوسط حسب الخريطة التي تم رسمها في 1757 اعتمادا على توجيهات توماس شاو

كما ان العالم الفرنسي جان اندريه بايسونيل والذي زار منطقة زواوة في 1725 اشار في كتابه «سفريات في مناطق تونس والجزائر» إلى خصائص أهل وبلاد زواوة والذين أطلق عليهم تسميتا:Kabayles ou Azouagues لتفردهم ولانتمائهم إلى بقية القبائل.
كما روى الشيخ الورتلاني من القرن 18 والذي زار مصر في طريقه إلى الحج إلى ان بلاد الزواوة أكثر سكانا من دلتا النيل

## الجغرافيا
ان بلاد الزواوة التاريخية في الاصل هي حول جبال جرجرة ولو انها تشمل مجازا كل المنطقة من ضواحي بجاية إلى واد سيباو ووادي يسر، وتقع بمحاذاة البحر الأبيض المتوسط ما بين خليج الجزائر غربا وخليج بجاية شرقا.
ارض جبال شاهقة ووعرة
أهم جبالها:
تمتاز بلاد زواوة بسيادة كتلة جبلية ضخمة وهي كتلة جرجرة والتي يصل طولها إلى 90 كم من واد يسر إلى بجاية واعلى قممه تتواجد بين واد سيباو ووادي الصومام وفي الجنوب الشرقي لـذراع الميزان والأربعاء نايث إيراثن ومنها:
- جبل تامغوت، آكوني عمروس: ارتفاعه 1278 م
- جبل أدرارهيدزرحيزر:2123 م
- جبل راس أكارو تيمداوين:2305 م
- جبل القلعة:1677 م
- جبل لالا خديجة وارتفاعه 2308 م

وكذلك في الشمال الشرقي:
- آزرو ن ظهر (صخرة الظُهْر أو الظهيرة): 1884 م
- تيزي برت في بلدية شلاتة، دائرة أقبو: 1756 م
- تيروردا (1750 م).
- أكابور مركز تيكجدة (1475 م).
- كويرت (1500 م).

أهم انهارها:
- وادي سيباو: يتشكل من مجموعة من الروافد والتي تنبع من ثنية اكفادو وجبل تيزي برت (جنوب شرق جرجرة) ويأخذ هناك تسمية واد بوبـحير نسبة إلى مسجد بوبـحير ويحافظ على هذه التسمية حتى مدينة مقلع ليأخذ تسمية واد سيباو ثم يتجه نحو الشمال الغربي ويترك تيزي وزو على يساره ثم يتجه الا الشمال ليصب في البحر على 6 كيلومترات غرب دلس بعد مسيرة 100 كم.

من أهم روافده في الضفة الغربية وادي عيسي وواد بوغدورة.
- وادي يسر
- وادي الصومام قديما وادي الساحل

## الثقافة
من علماءهم المشهورين:
ذكر معجم اعلام الجزائر ان هناك ما يناهز 26 عالم يحملون لقب الزواوي كتب اكثرهم في التاريخ والفقه
القدماء منهم والمحدثون:
-الفقيه أبو يوسف يعقوب المنڤلاتي الزواوي (القرن 13م)
-علي بن عثمان المنڤلاتي الزواوي (القرن 14م)
-إبراهيم بن فايد الزواوي (القرن 15م)
-العلامة ناصر الدين المشذالي (القرن 14م) الذي أدخل مختصر ابن الحاجب إلى المغرب الإسلامي بعد عودته من مصر، واشتهر بإحداث إصلاحات عميقة في طرائق التدريس، على أساس «الدراية قبل الرواية»، وساهم إلى حد بعيد في تكريس المذهب المالكي في شمال إفريقيا
-عمران المشذالي (القرن 14م).
- أبو العباس الغبريني صاحب كتاب عنوان الدراية (القرن 14م)
-يحي بن يدير الدلسي الزواوي (القرن 15) الذي انتفع العديد من الطلبة من علمه، منهم محمد بن عبد الكريم المغيلي.
-أبو محمد الزواوي (القرن 14) الذي تولى التدريس بجامع مدينة ألمرية بالأندلس
-محمد بن يعقوب بن يوسف المنڤلاتي الزواوي (القرن 14) في مدينة المرية.
-عمر بن علي المليكشي (القرن 14) الذي انتقل إلى غرناطة بعد معاناته من تعسف السلطة الحفصية.
-العلامة أبي سرحان الزواوي (القرن 14) الذي قصد المغرب الأقصى وتنقل تنقل في العديد من مدنه.
أبو يعلى الزواوي:1862-1952م وكتابه تاريخ الزواوه
طاهر الجزائري: 1852-1920م
إبراهيم بوسحاقي:1908-1996م
باعزيز بن عمر:1906-1977م
الرزقي الشرفاوي الأزهري: 1880 م - 1942 م الذي الف كتب كثيرة ومنها كتابه الذي وجدت منه صفحات فقط: الخلاصة المختارة في فضلاء زواوة
سي اعمر اوسعيد بوليفة، Boulifa, Ammar ou Saïd،1865-1931، هو مدرس وباحث في التاريخ والثقافة البربرية باللغة الفرنسية وقد الف كتاب حول زواوة وقواميس خاصة بلهجة زواوة

## مواضيع ذات صلة
- عروش زواوة